# Maruja Pais
Maruja Pais (Buenos Aires, 27 de noviembre de 1906 - ibíd. década de 1970) fue una actriz y cancionistas de principio del siglo XX argentina.

## Carrera
Se inició primeramente como actriz de teatro y luego de radioteatro. Debutó como cancionista a mediados de 1933 en Radio Nacional y luego pasó a Radio El Mundo, donde demostró su talento vocal en el género del tango. En radio y como actriz integró el programa El tribunal de la mujer, junto con Oscar Casco, Rita Miranda, Pepita Forn y Mangacha Gutiérrez .
Su debut como actriz se inició mientras cursaba su última año de magisterio.  Se present+o al teatro por un aviso aparecido en el diario La Prensa que solicitaba artistas para una compañía que iba a debutar en Montevideo, Uruguay, con la dirección del ya fallecido Weisbach. Allí lo hace en el año 1925 en el Teatro 18 de Julio.
Como cantante de tango se lanzó tras ser llamada por la compañía de zarzuelas del concertista Carlos Pibernat, y estando en su casa vistiéndose para el ensayo, llegó de visita su amiga Margarita Méndez, otra artista que fue su compañera en algunas giras, y la invitó a cantar tangos. En esa noche es oída por el italiano Antonio Scatasso en una audición donde interpretó Andate con la otra. Scatasso, a su vez, se la presentó al productor y empresario teatral Alberto Ballerini que la llevó al teatro. Donde se presentaba se solía llenar de fanáticos ya que era muy amada por su público de aquel momento. Hizo giras con el compositor y escritor Atilano Ortega Sanz. En la orquesta de Scatasso luego de su retirada es reemplazada por la "chansonnier" Blanca Ramos.
Llegó a la pantalla grande con películas como La cumparsita de 1947, dirigida por Antonio Momplet y protagonizada por Hugo del Carril y Aída Alberti; y en  Yo no elegí mi vida (en 1949) con Arturo de Córdova y Olga Zubarry .
En teatro actuó en 1936 en la obra Fuegos artificiales, comedia musical de Ivo Pelay, estrenada en el Teatro Avenida, junto con Ernesto Famá, Sara Watle, Miguel Gómez Bao, Sara Prósperi, Concepción Sánchez y Pablo Racioppi.

## Filmografía
- 1947: La cumparsita.
- 1949: Yo no elegí mi vida.